# Л'Ермелино (Фиренца)
Л'Ермелино је насеље у Италији у округу Фиренца, региону Тоскана.
Према процени из 2011. у насељу је живело 229 становника. Насеље се налази на надморској висини од 84 м.